# Révolte d'Arganda

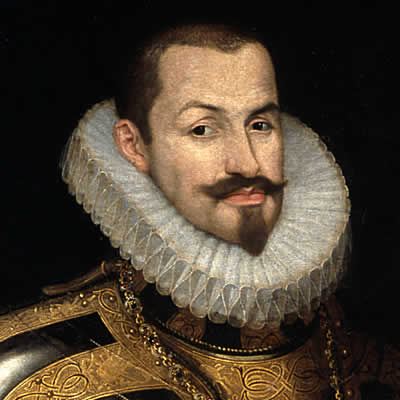
Le duc de Lerma, protagoniste de la Révolte d'Arganda.

La révolte d'Arganda est un événement qui a eu lieu dans la ville d'Arganda del Rey en 1613. Elle a été causée par la perte du privilège d'être une ville du domaine royal et le Duc de Lerma, Francisco de Sandoval y Rojas, premier duc de Lerma en est l'acteur malheureux.

## La révolte
Jusqu'en 1581, Arganda appartenait à l'Archevêque de Tolède, et après cette date, Philippe II lui avait accordé la condition de Ville du domaine royal après le paiement de 10 000 ducats. En réalité la révolte est seulement le point culminant d'une série d'événements qui ont débuté plusieurs années avant. Dans le cas d'Arganda particulièrement, la révolte est un mouvement anti-seigneurial causé par le mécontentement social créé par la perte du statut de ville du domaine royal, car c'était un privilège d'être sous la juridiction directe de la couronne. Après 400 ans vécus comme vassaux de l'Archevêque de Tolède, en 1581 la commune a décidé de s'endetter pour n'avoir à servir que le Roi. Le destin ne l'a pas voulu, puisque 30 ans après, la ville retombait dans les mains d'un nouveau seigneur, le Duc de Lerma, qui avait le droit d'administrer la justice, de lever les impôts et de nommer les officiers de la ville d'Arganda.
En 1613, Arganda se retrouvait totalement endettée et ruinée, et c'est pour cette raison qu'elle a été achetée par le puissant Duc de Lerma. Ce noble cherchait à augmenter ses biens, et Arganda correspondait pleinement à cette ambition. La transaction s'est faite à la Casa del Rey, connue comme la Quinta del Embajador, où étaient reçus les personnages de la Cour.
Le problème est que le valido de Philippe II, précédé de sa réputation de mauvaise administration et de corruption entre autres choses, devait affronter perpétuellement des marques de mépris, aucun village ne le voulait comme Seigneur, et on le lui avait manifesté quand il était allé prendre possession d'autres villes. 
La différence est qu'à Arganda, ce rejet a provoqué une révolte générale qui s'est traduite par une agression directe le jour de sa réception.
En réalité se sont produits des faits relativement comiques. À l'arrivée du cortège sur la place, un cocher du Duc est décédé de frayeur devant le vacarme de la multitude, mais un compagnon du cocher l'a traité d'« ivrogne » et lui a donné une gifle n'ayant pas compris qu'il était mort. Alors, la foule s'est pressée autour des voitures et le Duc a essayé de suborner l'alcalde en lui offrant 200 ducats car il craignait pour sa personne. Mais la réponse de l'alcalde excita encore plus les esprits: « Je les refuse, cet outrage ne concerne pas ma personne, mais ma fonction ». De ce qui s'est passé après, on sait seulement que le Duc a dû recourir à un barbier pour être soigné d'une éruption cutanée qui s'était déclenchée et qu'au petit matin du jour suivant, il est revenu à Madrid.

## Sources
- (es) Cet article est partiellement ou en totalité issu de l’article de Wikipédia en espagnol intitulé « Motín de Arganda » (voir la liste des auteurs).